# Горњи Подлог
Горњи Подлог (мкд. Горни Подлог) је насеље у Северној Македонији, у источном делу државе. Горњи Подлог је у саставу општине Кочани.

## Географија
Горњи Подлог је смештен у источном делу Северне Македоније. Од најближег града, Кочана, насеље је удаљено 6 km југозападно.
Насеље Горњи Подлог се налази у историјској области Кочанско поље, у средишњем делу поља. Стога је сеоски атар равничарски и добро обрађен. Јужно од насеља протиче река Брегалница. Надморска висина насеља је приближно 320 метара. 
Месна клима је континентална.

## Становништво
Горњи Подлог је према последњем попису из 2002. године имао 704 становника.
Претежно становништво у насељу су етнички Македонци (99%).
Већинска вероисповест месног становништва је православље.